# Mam (etnia)
Para el santo, véase Mamés.
Los mames son una etnia maya que habita principalmente en el noreste de Guatemala y en el sureste de México.Originalmente, los Mam ocupaban una gran extensión de la zona del altiplano occidental de Guatemala. De hecho, su territorio era bastante amplio, hasta que los k’iche’ invadieron la región y fueron ganando cada vez más territorio. En el Popol Vuh se registra este hecho como parte de las conquistas entre comunidades en el año 1425 hasta 1470 con Quikab el Grande.

## Historia prehispánica
Antiguamente, los mam ocupaban una gran parte del Altiplano guatemalteco y frontera serrana mexicana, y antes en el siglo XIV, se produjera la expansión territorial de la triple alianza quiché, llegaron a controlar un extenso territorio que comprendía, además de los actuales departamentos guatemaltecos de Huehuetenango y San Marcos, casi la totalidad de los de Totonicapán y Quetzaltenango; así como los municipios mexicanos de Mazatán, Mapastepec, Motozintla, Mazapa de Madero, Cacahotán, Unión Juárez y Tapachula.
Los acontecimientos que provocaron la pérdida de los dos últimos territorios citados en favor de los quichés, y aquella proviene de otras fuentes indígenas. Aparte de eso, se desconocen los detalles de dicha incorporación parcial del territorio y de los habitantes mames al dominio de sus vecinos.
Parece ser, sin embargo, por lo que indican las fuentes etnográficas, que no todos los mames abandonaron sus tierras cuando éstas fueron conquistadas por los quichés, y que, antes bien, muchos plebeyos se quedaron y fueron sometidos al dominio político del pueblo conquistador. La persistencia en la región de la tecnología cerámica tradicional de los mames es una prueba de lo afirmado.

## El Señorío Mam de Zaculeu
Con la pérdida de las zonas correspondientes a los actuales departamentos de Totonicapán y Quetzaltenango, el centro de poder Mam se trasladó al noroeste. El señorío más poderoso en esta última región parece haber sido el que tuvo como capital el lugar que hoy se conoce con el nombre de Zaculeu y que, en realidad, los mam llamaban Xinabajul o Chnab'jul. Se trataba de uno de los centros que el señorío Mam tenía a lo largo de la fértil cuenca del Río Selegua. Zaculeu es muy conocido, el sitio estuvo ocupado durante un período muy largo, de aproximadamente 1,200 años, desde el Clásico Temprano hasta el Postclásico Tardío.
Otros sitios cercanos a Zaculeu todavía no han sido suficientemente explorados, como Cerro Pueblo Viejo, inmediatamente al sur; el de El Caballero, unos seis kilómetros al sureste, y el de Pueblo Viejo o Piol, que se localiza cerca del actual pueblo de San Sebastián, unos siete kilómetros al noroeste. Puede, asimismo, citarse el sitio de Xetenam, hacia el noreste, distante solo 3 km de Zaculeu. Todos ellos probablemente formaron el centro del señorío, con Zaculeu como capital y los otros como puestos dependientes o de vigilancia en las entradas. Más al sur, y en la frontera misma con los quichés, estaba otro importante centro Mam, conocido hoy como Pueblo Viejo Malacatancito, el cual tenía seguramente funciones de defensa y control de la frontera y de las vías de acceso que, por el sur, conducían al interior del señorío.
.

## Límites territoriales
Hasta el momento se carece de investigaciones etnohistóricas que determinen la organización y límites del referido señorío Mam de Zaculeu. Sin embargo, tal y como se ha podido comprobar en otros casos del Altiplano, es muy probable que los límites coloniales, y los municipales de la actualidad, equivalgan a las divisiones y subdivisiones políticas que aquel tenía.
Si ello fuera así, la frontera oriental del señorío Mam de Zaculeu pudo haber coincidido con el límite entre los municipios de Aguacatán y Chiantla, este último, una villa de españoles durante la colonia. Por su parte, la actual división entre los municipios de Chiantla, Huehuetenango y San Sebastián probablemente corresponde a la antigua frontera norte del señorío. Se puede suponer, también, que el sitio de Pueblo Viejo Malacatancito ocupaba una posición cercana a los límites del señorío con los quichés de los actuales Departamentos de Totonicapán y Quetzaltenango. Las fronteras del suroeste, en cambio, no pueden establecerse con claridad. La presencia de un sitio arqueológico dentro del municipio de Santa Bárbara, llamado Chicol, puede indicar que la antigua frontera del señorío de Zaculeu se encontraba cerca de ese lugar.

## Clases sociales
Entre los mames había la misma distinción social general, entre aristocracia y plebeyos, la que existía en los pueblos de la rama quiché y de otros grupos del Altiplano. Sin embargo, se desconoce totalmente el tipo de organización local y territorial, y no se sabe si disponían de entidades territoriales similares al chinamit quiché o al molam de los pokomames.
Lo que sí puede afirmarse es que la influencia del señorío de Zaculeu llegaba más allá de sus fronteras, aunque no necesariamente el dominio político. Acerca de la conquista de este lugar, el señorío estaba aliado con los de Cuilco e Ixtahuacán, pues de ambos sitios llegaron guerreros en su auxilio durante la conquista española. Tales refuerzos para la defensa de Zaculeu, procedentes de los altos Cuchumatanes, indicarían que su influencia se extendía hasta esa región.

## Relaciones con los quichés
Dos documentos quichés, el Popol Vuh y el Título Coyoi, citan a Zaculeu como un señorío conquistado por el 'rey' Quicab, a mediados del siglo XV. En realidad, estos dos documentos no pueden ser considerados como fuentes independientes y complementarias, puesto que el segundo de ellos parece haber sido redactado según la historia 'oficial' representada por el Popol Vuh. En consecuencia, se trata, en el fondo, de una misma versión de la pretensión quiché de haber sido protagonistas de victoria tan importante.
Tal como se afirmó en el ensayo sobre los quichés, no procede un parangón con la historia occidental moderna, pues la de aquellos grupos estaba muy ligada a la cosmología. Es evidente, además, que tales 'historias' estaban al servicio del estrato dominante y bajo su control.
Por lo tanto, las crónicas indígenas, que indudablemente incluyen una dosis de veracidad, se encuentran necesariamente teñidas de elementos propagandísticos y de otras formas literarias propias de la cosmovisión que dominaba a aquellas sociedades. En tal sentido, queda la duda sobre si la narración, de la conquista de Zaculeu por el rey Quicab, corresponde a hechos reales o si se trata de una exageración, con el fin de exaltar la figura del gobernante.
Por otra parte, existe la descripción del conquistador Pedro de Alvarado, de la gran ceremonia y reverencia con que los quichés de Utatlán recibieron al 'rey' de los mames, Kayb'il B'alam, a quien se le atribuye la estratagema, intentada por los quichés, de incendiar Utatlán, cuando los españoles estaban dentro de este centro. Tal actitud de respeto no parece coincidir con la pretensión quiché de que los mames hubieran sido sus vasallos, aunque la actuación de Caibil Balam, en Utatlán, fuera un hecho reciente, resultado del resurgimiento de la independencia Mam, en momentos en que el reino quiché se encontraba debilitado y fraccionado, después del levantamiento contra Quicab.

## La conquista de los mam
El señorío de los mam, cuya sede política estuvo en Zaculeu, cerca de Huehuetenango, fue uno de los pocos que asumió una posición de gran dignidad y también de mucha colaboración con las otras comunidades nativas para enfrentar el avance conquistador hispano. El señorío Mam tuvo desde un primer momento una participación singular, apoyando la defensa y resistencia que presentaron los pueblos quichés, a pesar de que con ellos tenía profundas diferencias desde fines del siglo XV. Estas habían sido provocadas por el expansionismo manifiesto de los quichés sobre la región noroeste de Momostenango, donde ya habían conquistado Pachalum, Txicaché, y Paxcluín. Los mismos quichés confirmaron tal hecho cuando, a mediados del año 1525, uno de sus señores, Tepepul, informó malintencionadamente a los castellanos que el intento inicial de encerrarlos y quemarlos en Gumarcaaj había sido por consejo de Kayb'il B'alam, señor de los mames, quien hasta ese momento les había estado ayudando con gente y apoyo logístico. Con dicho informe el dirigente quiché pretendía ganar la amistad y benevolencia de los castellanos.
Con base en todas aquellas informaciones, Pedro de Alvarado acordó emprender la conquista de los mames. Tal decisión tenía más bien el propósito de halagar a los quichés, además de que Alvarado actuaba movido por las noticias sobre las grandes riquezas de la región Mam. Otra razón que impulsaba a Pedro de Alvarado era el peligro de tener pueblos insurrectos que incitaran a los ya conquistados a rebelarse y a no tributar. Para ejecutar sus planes en el territorio Mam, Pedro de Alvarado organizó un ejército formado por 40 soldados de a caballo, 80 infantes y 2,000 indios auxiliares, a los que añadió 300 naturales para que realizaran el trabajo de hacheros, macheteros y azadoneros, y además un gran número de cargadores tamemes. El ejército se puso bajo las órdenes de Gonzalo de Alvarado, y se sabe que éste escribió después una memoria de aquellas acciones de conquista, pero lamentablemente este documento se perdió.
Los naturales de Malacatán (sujetos al señorío Mam de Zaculeu), levantaron un ejército de 5,000 guerreros y presentaron batalla. Las acciones se mantenían equiparadas hasta que en determinado momento Gonzalo de Alvarado reconoció a Can Ilocab, jefe de los naturales, y en una embestida a todo trote le dio muerte atravesándolo con su lanza. Este acto desconcertó a los naturales y les hizo darse a la fuga. Después de la batalla, los españoles tomaron el pueblo de Malacatán, donde sus principales se presentaron en plan de paz, con presentes de oro y muestras de hospitalidad.
De Malacatán los españoles marcharon a Huehuetenango, lugar que encontraron deshabitado y sin provisiones. En el reconocimiento de sus alrededores se enfrentaron a unos 300 naturales. Tomaron tres prisioneros, entre ellos Sahquiab, uno de sus dirigentes militares, quien les informó que toda la población estaba atrincherada en Zaculeu. Gonzalo de Alvarado aprovechó la ocasión para enviar requerimientos de paz por su medio. No hubo respuesta de los indígenas y por lo tanto Gonzalo de Alvarado decidió sitiar Zaculeu.
El lugar, igual que Gumarcaaj, Iximché y Mixco Viejo, era una ciudadela de acceso difícil por las defensas naturales que lo circundaban. Fuentes y Guzmán, que fue corregidor de dicha región a finales del siglo XVII, dice que tenía una única entrada, tan angosta que solo permitía el paso de un soldado. Además tenía numerosos terraplenes, pirámides con tableros-talud que cortaban los graderíos, muchos edificios de calicanto y estaba situado en las márgenes del río del mismo nombre, en una llanura de 60 km de circunferencia al oeste de Huehuetenango.
La táctica de batalla de los naturales fue más allá de acciones defensivas dentro del recinto, pues presentaron varias acciones ofensivas a campo abierto. En la primera de estas acciones unos 6,000 naturales, originarios de Cuilco, Ixtlahuacán y Zaculeu acometieron a las fuerzas invasoras y lograron matar tres caballos, que los capitanes castellanos valoraban más que a sus mismos infantes, así como 40 indios auxiliares, e hirieron a ocho españoles, entre los que se contaba el mismo Gonzalo de Alvarado. Por su lado, los indígenas tuvieron unas 300 bajas. En esta batalla los castellanos hicieron un rico botín con las piezas de oro (patenillas) que arrancaron de los cuellos y vestimentas de los naturales muertos.
Diversos medios emplearon los castellanos para avanzar en la ciudadela; por ejemplo, emprendieron rápidamente hasta obras de ingeniería para ensanchar el foso e hicieron escaleras para alcanzar la cima de la fortaleza, pero todo fue inútil. El lugar era realmente de muy difícil acceso. Los naturales atrincherados en Zaculeu hicieron todavía una nueva acometida a campo abierto con un ejército de 8,000 hombres, pero no lograron sus objetivos. Fueron derrotados y forzados a retirarse en desbandada.
En aquellas circunstancias, Kayb'il B'alam, señor de los mames, decidió efectuar una retirada táctica por la noche, con un grupo de sus guerreros, pero fueron descubiertos por una ronda de castellanos, la que les hizo fuego, y los obligó a volver al interior de Zaculeu. Mientras tanto, la situación se agravaba para ambos bandos, pues entre los castellanos e indios aliados se generó una epidemia. Decidieron retirar a los enfermos al poblado cercano de Huehuetenango, mientras los sitiados padecían de hambre, lo que los obligaba a comerse los cueros de las rodelas y aun a sus compañeros muertos.
Kayb'il B'alam ya solo contaba con un ejército diezmado por la muerte de 1,800 de sus hombres, y para evitar que los guerreros que le quedaban murieran de hambre decidió, en consulta con los principales, negociar la paz. Las conversaciones se realizarían entre la puerta de la fortaleza y el cuartel de la caballería española.
En el curso de las pláticas, Gonzalo de Alvarado aprovechó su posición de sitiador y obstruyó toda posibilidad de acuerdo para los naturales. Les exigió la capitulación y que salieran desarmados de la fortaleza, a fin de que los castellanos pudieran tomar posesión de la misma. Los señores mames tuvieron que acceder. Una vez tomado Zaculeu, Gonzalo de Alvarado ordenó destruir la puerta de entrada, ampliar el acceso, y después de establecer un presidio a cargo de Gonzalo de Solís, retornó victorioso a Guatemala.

## Geografía de la región
La Sierra de los Cuchumatanes es la región montañosa no volcánica más espectacular de Centroamérica. Situados al norte del Río Cuilco y al norte y oeste del río Negro Chixoy, los Cuchumatanes forman una unidad física diferenciada, limitada al norte por las tierras bajas tropicales de la cuenca del Río Usumacinta y al oeste por las montañosas tierras de Comitán, en el estado mexicano de Chiapas. Con elevaciones que van desde 500 hasta más de 3,600 m s. n. m., la Sierra de los Cuchumatanes se encuentra en dos departamentos de Guatemala: Huehuetenango al oeste y Quiché al este; así como los municipios mexicanos de: Unión Juárez, Cacahoatán, Tapachula,[Tuxtla Chico, municipio donde se encuentra la zona arqueológica Izapa de origen mame] Motozintla, Mazapa de Madero, Frontera Comalapa, Amatenango de la Frontera.
La región con cerca de 16,350 km², alberga una población de cerca de 750,000 hab. del lado guatemalteco y 35,000 del lado mexicano. Tres de cada cuatro habitantes son indígenas que hablan lenguas muy parecidas entre sí, de las cuales las principales son la aguacateca (awakateca), ixil, jacalteca (jakalteca), kanjobal (q'anjob'al), mam, quiché (k'iche') y uspanteca (uspanteka).
El nombre Cuchumatán significa `aquello que fue reunido por una fuerza mayor', y se deriva de la combinación de dos palabras mames: cuchuj (`reunir') y matan (`por la fuerza'). Otra posible derivación puede ser de la palabra náhuatl kochmatlán, que significa `donde abundan los cazadores de loros'. La derivación Mam, por ser maya, es posiblemente anterior a la náhuatl en este contexto local. Sin tomar en cuenta su origen, el nombre Cuchumatán parece ser bastante antiguo, y si bien se asocia con mucha frecuencia a las comunidades mames de Todos Santos y San Martín, que se encuentran en el corazón de las montañas, la designación se refiere, en general, a todo el Altiplano noroeste guatemalteco.
Gran parte de la región permanece todavía remota e inaccesible, un lugar escarpado donde la gente del pueblo viaja mucho a pie. Es también una región de asombrosa variedad, donde el aspecto de la tierra puede cambiar dramáticamente, aun a cortas distancias. Por ejemplo, se encuentran tierras cálidas, exuberantes, densamente pobladas de árboles, en el lejano norte de Bulej y Yalambojoch, en el descenso hacia la frontera mexicana cerca del vértice de Santiago. En contraste, entre Chancol y Páquix en Guatemala, y Chanjale Salchiji, Toquián – Pavencul es frío, y de una topografía escarpada. Cerca de Sacapulas, las polvorientas tierras del valle del Río Negro están llenas de espinosos cactos y chaparrales, que dan a esa parte una apariencia casi desértica, especialmente durante los meses de verano, que van desde finales de noviembre hasta principios de mayo.
Pruebas arqueológicas y etnohistóricas demuestran que a mediados del siglo XV varios pueblos de los Cuchumatanes cayeron bajo la jurisdicción política y tributaria de los quichés de Gumarcaaj (Utatlán). Sin embargo, la extensión precisa del control que ejercían los quichés no está clara. Mientras la influencia quiché era fuerte en el sur, en el norte y el oeste era menos pronunciada, pues allí una serie de pequeños dominios cuchumatanes resistía el expansionismo de Gumarcaaj. La secesión de los cakchiqueles (kaqchikeles) de los quichés, ocurrida alrededor de 1475, condujo a una guerra civil entre los dos grupos, suceso que debilitó considerablemente el dominio de Gumarcaaj sobre los pueblos sometidos. Parece que por lo menos tres grupos de los Cuchumatanes resistieron al yugo de Gumarcaaj, ya que la crónica indígena conocida como Título de Santa Clara exhorta a los quichés a estar en guardia contra el pueblo de los agaab de Sacapulas, los balamihá de Aguacatán y los mames de Zaculeu. Sin duda, cuando los españoles llegaron a Guatemala en 1524, a los mames de Zaculeu se les trataba por los quichés más como aliados que como vasallos, pues nada menos que Pedro de Alvarado informó que Caibil Balam, gobernante Mam, fue recibido con gran ceremonia y respeto en Gumarcaaj. Durante los dos primeros siglos del dominio español en Guatemala, la Sierra de los Cuchumatanes formó parte de la unidad administrativa conocida como el Corregimiento de Totonicapán y Huehuetenango. Esta extensa unidad incluía todo el actual Departamento de Totonicapán, lo que ahora es la mayor parte de Huehuetenango, la mitad norte de Quiché y una pequeña parte de Quetzaltenango, además de Motozintla, área del estado mexicano de Chiapas. A finales del siglo XVII, en 1672 y 1673, Francisco Antonio de Fuentes y Guzmán sirvió como Corregidor de Totonicapán y Huehuetenango. Este cargo le permitió conocer personalmente la región, por lo que los capítulos de su libro Recordación Florida que tratan acerca de la región de los Cuchumatanes son maravillosamente ricos. Son también, en general, más confiables que otros capítulos sobre asuntos que el cronista no conoció de primera mano. Fuentes y Guzmán incluyó un mapa de la región en su Recordación Florida. Si se observa dicho mapa se puede comprobar que el tercio sur correspondía a Totonicapán, y los restantes dos tercios en el norte eran lo que entonces se conocía como Huehuetenango, un extenso territorio atravesado por la Sierra de los Cuchumatanes desde Motozintla (San Francisco Motozintla) en el oeste hasta Uzpantlán (Uspantán) al este, y desde Sacapulas al sur hasta Ystatlán (San Mateo Ixtatán) al norte.

## Presencia española
Solo un puñado de españoles se preocupó de considerar las posibilidades de explotar mejor los recursos básicos de los Cuchumatanes, sus tierras y minerales. Al principio hubo una racha de excitación ante la posibilidad de encontrar oro en la región, pero tales esperanzas se desvanecieron rápidamente. La especulación fue más persistente en Pichiquil, un poblado situado a mitad del camino entre Aguacatán y Sacapulas, y en San Francisco Motozintla, aldea fronteriza que actualmente pertenece a México. La plata fue tan abundante en Chiantla que, en 1537, le dejó al primer español dedicado a la explotación de las minas locales, Juan de Espinar, una atractiva ganancia de 8,700 pesos, pero este nivel de utilidades no se pudo mantener por mucho tiempo. Las minas de Chiantla, sin embargo, produjeron plata que se usó para decorar los altares de las iglesias durante todo el período colonial. La envergadura y el resultado de la operación, aun cuando ésta se realizó conjuntamente con la extracción de plomo, fueron modestos en comparación con los de la actividad minera en la región de Tegucigalpa, y nada comparables con los de Guanajuato, Zacatecas o Potosí.
A finales del siglo XVI, los pocos españoles que aún mantenían interés en la Sierra de los Cuchumatanes consideraron que tomar tierras representaba la mejor vía para su progreso económico.
El contacto entre indígenas y españoles durante los dos primeros siglos de la dominación española en la Sierra de los Cuchumatanes ofrece una oportunidad para reflexionar sobre el significado de la Conquista y la resistencia indígena. Es un ejercicio que podría dar fácilmente como resultado una contemplación prolongada del lado oscuro de la historia de esta región. Aunque de alguna manera ello resulta comprensible, al limitarse solo a lo que la Conquista destruyó, se resta importancia a lo que, contra viento y marea, los naturales lograron salvar y mantener vivo. Este ejercicio se debe emprender con mucha precaución. Tal como sucede respecto del `salvaje noble', buscar solo indígenas que se ajusten a nuestros argumentos e ideologías es una ilusión que no sirve propósito útil alguno, sea éste académico o de otra naturaleza. Tampoco se debe descuidar el papel fundamental que desempeñó el medio físico. Pero ignorar totalmente la dinámica de la resistencia, especialmente cuando es la supervivencia maya la que se encuentra todavía amenazada, es una injusticia aún mayor.
No se le ha dado la suficiente importancia al hecho de que se organizaron ejércitos indígenas, que los nativos forzaron a los españoles al combate, pelearon valientemente y provocaron retrasos y hasta retiradas en el avance de la Conquista. Por otra parte, es innegable que, a pesar del peso de la adversidad, los indígenas siempre fueron más numerosos que los españoles y los ladinos. Estos últimos, aun al final de la época colonial, comprendían solo el 5% de la población total de los Cuchumatanes y constituían un porcentaje aún menor durante los siglos XVI y XVII. No perder nunca la condición de mayoría es en sí una forma disimulada de resistencia. La guerra, la enfermedad y la explotación, todos estos hechos juntos, cobraron un alto precio en vidas indígenas. Pero después de alcanzar los niveles más bajos de población alrededor de 1680, los mayas de la Sierra de los Cuchumatanes, especialmente a partir de finales del siglo XIX, emprendieron la notable proeza de su recuperación demográfica. Tuvieron que hacerse ciertos ajustes biológicos y epidemiológicos, pero cabe preguntar, ¿cuáles fueron los factores adicionales que contribuyeron a la recuperación? Seguramente existía una población considerable al principio, pero cuando se comprobó que la región no contaba con suficientes recursos a los ojos de los españoles, tampoco resultó atractiva para muchos de ellos. Como consecuencia, a fines del siglo XVII los indígenas habían creado una cultura de refugio muy distinta de la cultura de conquista que se les había impuesto.
En términos culturales la resistencia a la Conquista fue más variable y, a veces, expresada en forma abierta. Algunos naturales aprendieron solo un poco de castellano y muchos nada. Su adhesión al cristianismo fue casi siempre ficticia, y algunas veces una burla descarada. Abandonaban los poblados en que se suponía que estaban obligados a vivir, y se alejaban en un número difícil de calcular pero considerado importante por los sacerdotes y los recolectores de impuestos. Los que mantenían su residencia en los pueblos a menudo lo hacían agrupándose en las unidades planificadas por los españoles, pero separados como en la época prehispánica.
Nada resultó como los españoles esperaban. Los documentos coloniales del Reino de Guatemala, aun los escritos poco después de la Conquista, están cargados de un sentido casi premonitorio de que las ambiciones e intereses tan aparentemente justificados no llegarían a nada.
Tomás de Cárdenas y Juan de Torres, por ejemplo, aparecen en Sacapulas en 1555, entregados con energía a conseguir que las parcialidades fueran allí adoctrinadas `no solo en las cosas de Nuestra Santa Fe pero también en las de la humana policía'. Estos españoles, sin embargo, afirmaban alarmados: `ese mismo año hallamos en la serranía muy grande copia de ídolos, no solo escondidos pero en públicas casas como los que tenían antes que fuesen bautizados'.
La semilla de la duda sembrada previamente produjo frutos de frustración más tarde. En un nítido relato de 1687, se entiende que las naciones originarias no se dejaban aplastar, por ejemplo, se habla de `la perdición general de los indios de estas provincias y frangentes (sic) continuos que amenaza su libertad'. En dicho documento, Fray Alonso de León dice que se vio obligado a escapar de la parroquia, presionado por salvar la vida, y agrega que `en el pueblo de San Mateo Ixtatán hay unos indios diabólicos que con sus malas costumbres y sobrada malicia tienen perdido dicho pueblo de calidad y forma, que solo les ha quedado de cristianos el nombre'.

## Rama mam
A finales del siglo XVIII el 10.27% de los naturales hablaba alguno de los idiomas que formaban este grupo: mam, ixil, kanjobal, jacalteco (jakalteco), solomek, cuilco, aguacateco (awakateko) y motozintla.
El idioma con mayor número de hablantes era el mam, que se usaba en los ocho curatos siguientes: Huehuetenango, Santa Ana Malacatán, San Pedro Sacatepéquez, Chiquirichapa, San Miguel Ixtahuacán, Chiantla, Quezaltenango y Santiago Tejutla. El ixil, que seguía en importancia, se hablaba en Santa María Nebaj, San Juan Cotzal y San Gaspar Chajul.
El kanjobal tenía dos variantes dialectales: el jacalteco y el solomek. El primero se localizaba en Jacaltenango, Santa Ana Huista y San Antonio Huista; y el segundo, en San Pedro Soloma, Santa Eulalia, San Juan Ixcoy y San Miguel Acatán.
El cuilco era apenas hablado por un poco más de 1,000 personas que habitaban el curato de San Andrés Cuilco. El aguacateco era usado por menos de 1,000 personas residentes en Aguacatán. El motozintla, conocido también como popoluca, se hablaba en un barrio de San Andrés Cuilco, por unas 34 personas.

## Sus idiomas
En la década de 1770, los idiomas que más se hablaban eran el cakchiquel (30.17%), el quiché (18.73%), el chortí (9.57%), el kekchí (7.36%), el pokomam (7.30%), el xinca (7.09%) y el mam (6.48%). Los idiomas restantes no llegaban en conjunto ni al 14% del total. La mayoría de indígenas hablaba únicamente su idioma materno, con excepción de los principales que tenían conocimientos de castellano. Las diferencias idiomáticas eran de distinto grado pero, en muchos casos, individuos de distinto idioma, pero de un mismo grupo lingüístico, podían entenderse, como sucedía entre quichés, cakchiqueles y tzutujiles. Lo mismo ocurría entre los hablantes de pokomam y pokomchí.
La castellanización y el consiguiente aniquilamiento de los idiomas nativos era creciente en las regiones de Amatitlán, Escuintla y Chiquimula. En el caso de los pueblos periféricos de Santiago de Guatemala se dio el fenómeno del bilingüismo, pues los naturales, sin perder su idioma, aprendieron también el castellano.
El monolingüismo tuvo en general más efectos negativos que positivos para los indígenas, si bien les permitió guardar sus costumbres religiosas y referirse a ellas en sus conversaciones sin peligro de ser entendidos por españoles y mestizos. A su vez el desconocimiento del castellano fue bien aprovechado por terratenientes, escribanos y autoridades coloniales para confabularse y hacer arreglos ilícitos frente a los mismos indígenas, sin que estos se dieran cuenta.
José Cecilio del Valle opinaba, a comienzos del siglo XIX, que el monolingüismo era un ‘obstáculo opuesto a la civilización de los indios; un muro de separación que los aleja de los hombres cultos e ilustrados'.
El presbítero Domingo Juarros mantenía igual criterio en aquella época, y sostenía que la castellanización de los naturales era beneficiosa no solo para su catequización, sino también para su bienestar temporal, pues mediante el castellano podían exponer por sí mismos sus quejas ante los jueces y expandir su actividad comercial en un mayor ámbito geográfico.
En las postrimerías del período colonial, la situación de los indígenas experimentó algunos cambios con respecto a los dos siglos anteriores. El primero de ellos fue una lenta pero sostenida recuperación demográfica, ocurrida en el último cuarto del siglo XVIII. Este fenómeno se constituyó en uno de los principales factores que incidieron en las acciones de los indios por la recuperación de sus antiguas propiedades territoriales, en vista de la necesidad que tenían de tierra para sus siembras. Si bien es cierto que no las recobraron hasta el punto que hubieran querido, también lo es que se fue creando conciencia entre algunos sectores ilustrados sobre la necesidad de cambios con respecto a la tenencia de la tierra, como lo demuestran los Apuntamientos del Consulado para el Canónigo Larrazábal como diputado a las Cortes de Cádiz.
En relación con la organización social, aún existían las parcialidades, los principales y el cacicazgo, este último en decadencia. La encomienda había disminuido significativamente, no así el repartimiento, cuyo recrudecimiento era notorio. Por otra parte, la necesidad de mano de obra indujo a los hacendados a favorecer la formación del colonato.
Muchos de los idiomas estaban desapareciendo, por la disminución numérica de los indios y el incremento de ladinos, el castellano se había constituido en el idioma dominante.
Uno de los aspectos que, a juicio del Arzobispo Pedro Cortés y Larraz, había experimentado solo cambios aparentes era la religión, ya que los indios continuaban en sus ritos en montañas y ziguanes, y si cumplían con los mandamientos de la Iglesia Católica era solo para evitar ser castigados.
En el campo de la educación se había dado una leve mejoría, resultado de haber permitido a los indígenas ingresar a las órdenes religiosas y a la universidad, y ser admitidos a dignidades eclesiásticas.
El proceso de ladinización era acelerado, como consecuencia de la continua penetración y asentamiento de ladinos y blancos pobres en las propiedades de los indios.

## Después de la Independencia: los mames en México
Los ancestros de los mames que viven actualmente en la región fronteriza de Chiapas emigraron a esta zona a finales del siglo XIX, después de que el gobierno liberal guatemalteco de Justo Rufino Barrios (1871-1885) expropiara las tierras comunales de la población indígena.
Cuando México y Guatemala firmaron los Tratados de Límites de 1882, que oficialmente establecieron la división fronteriza entre ellas, la población Mam quedó dividida por la nueva frontera política. Desde entonces las políticas de Estado mexicano han cambiado de una violenta integración a la marginalización o corporativización a través de las organizaciones indígenas del expartido oficial.
La consolidación de una identidad nacional mexicana durante los gobiernos posrevolucionarios tuvo consecuencias directas para la vida de los pueblos indígenas en general y, de manera muy especial para los habitantes de la frontera sur mexicana.
La “Ley del Gobierno” a la que hacen referencia los testimonios mames, no es específicamente una ley, sino una serie de disposiciones tomadas por la administración del gobernador Victórico Grajales (1932-1936), con la finalidad de "civilizar a los indios chiapanecos e integrarlos a la nueva nación posrevolucionaria".
Aunque este proyecto integracionista se venía desarrollando a nivel nacional desde los años veinte, en Chiapas tomó fuerza especial a partir de 1933 y adquirió características específicas en la región fronteriza.
En su primer año de gobierno, Grajales, les condonó los impuestos a los finqueros y propuso al congreso que se hiciera un nuevo avalúo fiscal para que los dueños de las plantaciones pagaran menos impuestos, considerando que la crisis había disminuido el valor de la tierra.
Paralelamente la educación socialista promovía la incorporación forzada del indio a la cultura nacional, estableciendo diez centros de castellanización en el estado y prohibiendo el uso de las lenguas indígenas en las escuelas públicas.
Esta campaña afectó a los indígenas de todo el estado, pero especialmente en las zonas fronterizas fue muy rígida, ya que se trataba de zonas en donde la política de mexicanización cumplía la función política de demarcar los límites de la nación.
En esta etapa de represión cultural nuevos espacios identitarios fueron apropiados por los campesinos mames dentro de las organizaciones religiosas y campesinas.
Como consecuencia de estas políticas de integración forzada la lengua Mam se dejó de hablar por la mayoría de los habitantes de la sierra y los vestidos y pantalones de telas sintéticas vinieron a sustituir los cortes multicolores tejidos en telar de las mujeres y al calzón rajado de lana de los hombres.
Junto a las políticas de homogeneización cultural que caracterizaron al estado mexicano posrevolucionario, se desarrolló una limitada reforma agraria que pretendía integrar a los campesinos mexicanos al desarrollo y a la economía nacional.
El ejido estableció un nuevo tipo de relación entre los indígenas y el estado, este último se convirtió a través de sus instituciones en un interlocutor para las comunidades mames, hasta entonces olvidadas y marginadas por las políticas gubernamentales.
A pesar de que con la gubernatura de Efraín Gutiérrez (1937-1940), la distribución agraria no se limitó a terrenos nacionales sino que también afectó a tierras ociosas de los finqueros, estos evadieron las políticas agrarias protegiéndose, distribuyeron sus grandes propiedades entre familiares o vendiéndolas a pequeños propietarios antes de que fueron expropiados.
El establecimiento de nuevos ejidos en tierras agrestes aledañas a las plantaciones vino a beneficiar a los finqueros de la región, pues les permitió un cerco de protección y disponibilidad de mano de obra para la cosecha.
El ejido vino a reestructurar el espacio geográfico de los asentamientos humanos. A principio del siglo XX, los mames colonizadores de la sierra vivían en asentamientos dispersos, teniendo como puntos de reunión los mercados de Motozintla y La Grandeza, así como los cascos de las fincas de la región. Con la creación de los ejidos, los pobladores tendieron a concentrarse en las inmediaciones de las cabeceras ejidales.
La corporativización fue promovida por el Gral. Lázaro Cárdenas, en 1938 se formó la Confederación Nacional Campesina (CNC), vinculada al Partido oficial.
Los mames de la sierra se convirtieron en ejidatarios. El Estado los empezó a considerar como campesinos y en los documentos de la época (los cuarenta), no se vuelve a hacer referencia a su identidad cultural como indígenas mames.
Los habitantes de la sierra madre se incorporaron al México moderno como campesinos y pagaron por sus derechos agrarios un alto costo al tener que renunciar al derecho de la diferencia cultural.
Los años cincuenta fueron para los finqueros de la región una época de bonanza, los productos de agroexportación alcanzaron su nivel más alto de precios a nivel internacional. Para los campesinos de la sierra esta es una época obscura, pues fueron los años del mal morado, “la oncocercosis”, causando la ceguera de miles de campesinos. Si, en la quema de los trajes y la prohibición del habla del lenguaje marcó la memoria histórica de los viejos mames, en los treinta, “el mal morado” marca la tragedia de los cincuenta.

## Desarrollo
En la región hay narrativas diferentes, los empresarios y finqueros hablan del progreso traído por los presidentes Miguel Alemán y Adolfo Ruiz Cortines; la protección de la “pequeña propiedad”, el apoyo a las obras de irrigación, la tecnificación agraria que sustituyó al reparto de tierras. En el Estado se construyó la presa Malpaso con los afluentes de los ríos Grijalva y Usumacinta. La apertura de la carretera Panamericana, la construcción de caminos vecinales, construyéndose la carretera Motozintla-Huixtla, conectando a la sierra madre con la costa. El presidente Miguel Alemán creó la Comisión Nacional del Café, con el objetivo de apoyar a los cafeticultores a modernizar sus sistemas de producción y facilitar créditos agrícolas. Los fertilizantes e insecticidas hicieron su aparición en el campo chiapaneco incrementando la producción.
Los campesinos mames nos hablan de otra realidad, se recuerdan: cuando el gobierno anunció que ya no había más tierras que repartir, y de los papeles que el gobierno dio a los finqueros de inafectabilidad; cuando el gobierno a través de la CNC empezó a repartir semillas y fertilizantes a cambio de integrarse a sus filas; pero lo que más se recuerda es el “mal morado”, que dejó ciegos a hijos, padres, familiares y amigos; cuando iban a las fincas y regresaban con la cara hinchada y la piel obscura y con protuberancias en la nuca que poco a poco se empezaba a llevar la luz.
En la época de los cincuenta y sesenta fue cuando los campesinos mames aparecieron nuevamente en la historia oficial, incluidos dentro del patrimonio nacional que hoy se expone en un pequeño nicho en el Museo de Antropología e Historia. Los antropólogos se encargaron de crear una imagen de los mames para el consumo nacional, se desarrollaron expediciones de rescate etnográfico y arqueológico y se escribieron guiones museográficos.
Del boom agrícola, los campesinos mames se beneficiaron poco, en las labores del campo de las fincas no recibían el salario mínimo, y tenían que competir con los miles de campesinos guatemaltecos que aceptaban largas jornadas de trabajo por salarios muy bajos. Los cuales podían trabajar en el país, gracias un acuerdo suscrito por los finqueros y la secretaria de gobernación para “importar” hasta veinte mil jornaleros de Guatemala en temporada de cosecha. Los campesinos mames debieron aceptar los bajos salarios de las fincas cafetaleras y muchos de ellos optaron por la migración definitiva a la región de la selva durante la década de los sesenta.
Con el fin de llevar un proyecto desarrollista a las zonas indígenas del país se creó en diciembre de 1948 el Instituto Nacional Indigenista (INI). El INI se creó en un momento en que el Estado necesitaba reconstruir su hegemonía a raíz del rechazo popular que la contrarreforma agraria estaba causando en el medio rural. El INI tuvo como antecedentes una serie de organismos gubernamentales cuyo objetivo principal era la “integración del indígena” al proyecto nacional. El INI cumplía así con una doble función: la de llevar el desarrollo a las zonas rurales y la de recuperar a las culturas indígenas aquellas características que pudieran ser integradas al patrimonio cultural de la nación. Los límites del análisis de los indigenistas de esa época estuvieron marcados por su participación en la construcción de un proyecto nacional homogeneizador y moderno. El trabajo de Aguirre Beltrán sentó las bases para el establecimiento de los Centros Coordinadores Indigenistas (CCI), que constituyen la principal estructura organizativa del INI.
El primer CCI se fundó en San Cristóbal de las Casas, Chiapas, bajo la dirección del mismo Aguirre Beltrán, en marzo de 1951, intentando abarcar las regiones tseltal y tsotsil. Las campañas integracionistas de los años treinta y cuarenta fueron tan efectivas en la sierra madre que durante varias décadas esta zona no fue considerada como una región indígena y no fue integrada al modelo CCI sino hasta 1978, cuando se fundó el Centro de Mazapa de Madero.
Es poca la información que se tenía de los mames, no es sino hasta la fundación del museo de antropología e historia, que se realizan recorridos de campo de corta duración en la zona.
Uno de esos recorridos es el realizado en la zona mam entre septiembre y diciembre de 1967 bajo la dirección del antropólogo yucateco Fernando Cámara Barbachano. En este recorrido participaron dos lingüistas Otto Schumann y Robert Bruce; cuatro etnólogos, Jesús Muñoz, Bolívar Hernández, Juan Ramos y Andrés Medina y posteriormente se les unieron los arqueólogos Carlos Navarrete y Lorenzo Ochoa. Además de los objetos comprados durante este recorrido, se publicaron en años posteriores las notas etnográficas de Andrés Medina y el diario de campo de Carlos Navarrete, ambos trabajos referentes a la población mam, así como dos artículos lingüísticos, uno sobre el tuzanteco por Otto Schumann y otro sobre el náhuatl de Huehuetán de Bruce y Robles.
Las investigaciones lingüísticas realizadas durante estos recorridos cumplieron un papel clasificatorio, con el fin de ubicar las lenguas indígenas habladas en la costa y la sierra. Años más tarde el recién creado CCI de Mazapa de Madero, solo reconoció la existencia de tres grupos étnicos en la región sierra, el mam, el mochó y el cakchikel.
Andrés Medina, etnólogo, quien, como ya mencioné, elaboró el ensayo titulado Notas etnográficas sobre los mames de Chiapas (1973), que se ha convertido como un trabajo fundamental para el estudio de la sierra Madre de Chiapas. Su ensayo, elaborado con la información en el recorrido de campo, aparece seis años más tarde de la experiencia vivida, en 1973. Su visión crítica de la región indígena le permitió contextualizar la vida de los campesinos mam, dentro de un contexto histórico más amplio, que se inicia desde la época colonial, pasando por los periodos de independencia y revolución. Medina no escribe sobre la vida cotidiana, que resultaría muy interesante para la comprensión de la realidad de la Sierra.
En 2008 en el Municipio de Tapachula, Chiapas; limítrofe entre México y Guatemala es fundada por el Profesor y LD Vidal Ortiz Pérez, la primera Secretaria de Asuntos Indígenas a nivel Municipal de Chiapas, permitiendo la incursión de los pueblos indígenas pero principalmente al pueblo Mam al gobierno municipal participando en la concertación para el desarrollo de políticas públicas en la zona indígena; con un enfoque humanista derivado de su experiencia en la Secretaria de Asuntos indígenas y Rurales de la Confederación de Jóvenes Mexicanos Organismo adherente al Partido Revolucionario Institucional desde 1999 lo que le permitió al Profesor y LD Vidal Ortiz Pérez recorrer no solo la zona indígena del Municipio de Tapachula sino de los municipios fronterizos de Cacahoatan, Unión Juárez, Tuxtla, Chico, Motozintla, Frontera Comalapa, Siltepec, La grandeza, Paso hondo, Ciudad Cuauhtémoc,  la Mesilla, entre otros que le permitieron obtener una visión integral de la problemática de los pueblos indígenas asentados en la zona fronteriza. El trabajo desarrollado en el periodo 2008-2010 permitió el reconocimiento de la existencia del pueblo Mam asentado en el Municipio de Tapachula, de su problemática y su desarrollo social, económico, educativo, religioso, de usos y costumbres.
Por vez primera se crea el Consejo Indígena Mam de Tapachula bajo la figura jurídica de Asociación Civil la cual fue organizada, capacitada y los estatutos elaborados por el Profesor y LD Vidal Ortiz Pérez contando con la aportación económica del entonces Presidente Municipal Lic. Ezequiel Saúl Orduña Morga para el pago de derechos de protocolización y la participación de Consejeros Indígenas de cada comunidad indígena del municipio siendo el padrón de 94 comunidades, 5 fincas y 5 rancherías que representan a aproximadamente 35 000 indígenas.
Organización que permite obtener de parte de la Comisión Nacional para el Desarrollo de los Pueblos Indígenas un escaño o lugar en el Consejo Consultivo Nacional Indígena representando al pueblo Originario Mam el Sr. Teodoro Sánchez Pérez.
La supervisión y calificación por el desempeño otorgado por el INAFED (Instituto Nacional para el Federalismo de la SEGOB) da cuenta que se cumplieron los parámetros de Municipio étnica y socialmente responsable e incluyente con indicador en Verde a la Secretaria de Asuntos Indígenas del ayuntamiento Municipal de Tapachula 2008-2010.
La Secretaria de Asuntos Indígenas (SAI) atendió a una población aproximada de 35000 indígenas de los pueblos, Mocho, Cachiquel, Tojolabal, Tsotsil, Mocho y Mam principalmente. Y permitió la gestión de obras de infraestructura de caminos, aulas, canchas, escuelas y puentes. Cabe aclarar que se hizo la gestión en cada una de las comunidades recorriéndose la zona montañosa de la sierra madre en múltiples ocasiones.
Durante el periodo 2008-2010 se dio un fuerte impulso al cooperativismo en la zona indígena Mam de Tapachula principalmente para apoyar al pueblo originario Mam se asesoró integralmente la formación de 45 Sociedades Cooperativas de transporte, café, maíz y piscícolas.
Actualmente la zona Indígena Mam de Tapachula cuenta en su parte más limítrofe con Guatemala de Pavencul y Toquian Grande aunque de manera muy deficiente con los niveles escolares que van de preescolar, Primaria, Telesecundaria, Telecobach, Cobach y universidad virtual de la Universidad Autónoma de Chiapas.
Los jóvenes que acuden a clases deben levantarse muy temprano y la mayoría de las veces caminar durante 2 o 3 horas para llegar a los centros escolares lo mismo para su regreso a casa, bajo un sol, lluvia o frío inclemente y a expensas de los peligros de derrumbes, deslaves, y animales peligrosos que aún existen en la zona la cual es montañosa y abundan los precipicios y riachuelos; el transporte aunque incipiente existe pero es muy caro lo que no permite su uso por parte de los jóvenes estudiantes los cuales por su condición económica y otras anímica de desnutrición simplemente terminan desertando.
La SAI gestionó ante autoridades del estado la creación de una Ciudad Rural en 2007 y 2008.
El pueblo Mam tiene su propia cultura acrisolada por su característica binacional que a pesar de su difícil pasado trabaja de manera incansable y sacrificada por su presente con miras a un mejor futuro…futuro incierto ya que ese mismo esfuerzo de los viejos NO es atesorado por los jóvenes los cuales se niegan a aprender la lengua materna y prefieren el Inglés, prefieren castellanizarse a conocer de sus usos y costumbres y de las tradiciones se avergüenzan más que enorgullecerse, la falta de fomento en el uso de los trajes propios tiende a desaparecer así como las manifestaciones culturales de la cerámica y pintura de las danzas rituales del maíz o cualquier otro.
La discriminación y falta de apoyo y atención; por parte de las autoridades municipales y estatales a partir del 2011 prevé un retroceso en el desarrollo del pueblo Mam y de los otros pueblos originarios asentados en Tapachula.

## Los Mames hoy
Paralelamente a los acelerados procesos de cambio que actualmente se han visto identitario que han vivido los pueblos mames, se han consolidado las cooperativas de agricultura orgánica, que han tomado como eje organizativo el rescate de sus raíces culturales. Se trata de un sector minoritario de la población, que hasta cierto punto ha sido mejor librado de la crisis económica producida por las políticas neoliberales de las recientes administraciones.
Las experiencias de Indígenas de la Sierra Madre de Motozintla (ISMAM) y de K’nan Choch representan un esfuerzo importante dentro de las estrategias de supervivencia económica y cultural buscadas por los habitantes de la región.
La historia de las cooperativas agroecológicas mames es la historia de un encuentro entre campesinos pobres en busca de opciones y un grupo de religiosos marcados por la enseñanzas de la Teología de la Liberación. Los campesinos indígenas que están acostumbrados a trabajar de sol a sol en las fincas de café, llegaron a este encuentro con una larga experiencia de lucha por condiciones de vida más justas. Los religiosos, por su parte, intentaban ir más allá de las reflexiones sobre los problemas macroeconómicos y buscaban alternativas para las problemáticas locales.
Las nuevas cooperativas desarrollaron un discurso reivindicativo de sus derechos como campesinos y como indígenas. Para ellos, el ser mame no implica necesariamente el hablar el idioma mame o utilizar trajes tradicionales financiados por el INI, sino recuperar una historia común y tratar de relacionarse armónicamente con la naturaleza.
Esta reivindicación de identidad étnica se ve reflejado en los nombres de algunas de las principales cooperativas, en idioma mame.
No todos los indígenas mames de la sierra madre de Chiapas son socios de las cooperativas, sin embargo cada día ven los frutos de sus hermanos y vecinos, por lo que cada día se asocian más indígenas a estas causas.
No todos los socios de estas cooperativas asumen la misma actitud con respecto al rescate del pasado. Para algunos es solo un discurso de presentación que no tiene que ver con su vida cotidiana dentro de sus comunidades. Otros, si han modificado sustancialmente su estilo de vida a partir de la incorporación a las cooperativas.
Resulta interesante ver como ahora los campesinos mames establecen relaciones comerciales con el mercado internacional. Antes, sirviendo a las grandes fincas cafetaleras. Ahora, estos campesinos han entrado en contacto con un mercado alternativo, más allá de sus fronteras. Como productores han hecho recorridos de promoción de sus productos, estableciendo comunicación vía telefónica, fax y hoy por correo electrónico.

### Cultura
La aplicación de las normas consuetudinarias relacionados con el uso y protección de los recursos naturales en las comunidades de la etnia mam, en Guatemala, se describen a continuación.
El aprovechamiento familiar, es decir, para extracción de leña, no necesita permiso por parte de las autoridades comunales en algunas comunidades, pero en otros casos sí es necesario el permiso. La persona que infringiere tal norma debe realizar el pago de una multa en la Alcaldía Auxiliar de la comunidad. Existe una recomendación generalizada que las ramas secas de los árboles y de los árboles botados en el suelo, deben de ser utilizadas para leña.
La persona o familia que necesita madera para construcción, debe solicitarlo en la Alcaldía de la comunidad, en donde establece un compromiso por escrito de sembrar 50 nuevas plantas por árbol cortado. Este es el Caso de San Antonio Las Barrancas, municipio de Sibinal, en el Departamento de San Marcos. Aquí se estableció que el Instituto Nacional de Bosque no debe autorizar tala masiva de árboles sin la autorización de la comunidad. Caso contrario habría una movilización masiva de los comunitarios contra los que no respeten las normas locales.
Para el aprovechamiento de grandes cantidades de árboles, el caso de Cunlaj, del municipio de Tacaná, en el Departamento de San Marcos, debe ser autorizado en consenso con las autoridades comunales, los comunitarios y el alcalde municipal. Las personas que obvian tales procedimientos, son sancionadas con trabajo en la Alcaldía comunal y en otros casos con multas de 500.00 Quetzales o más (2009), las cuales son impuestas por el Alcalde municipal. Es norma, en Todos Santos Cuchumatán, Huehuetenango, que los habitantes deben de encerrar a sus animales, porque solo así el bosque crece sin problemas y los nacimientos de agua se mantienen. La persona que no acate esa norma comunitaria, se le aplica una sanción de 1,000.00 Quetzales (2009).
En la construcción de viveros comunales es norma que toda la comunidad participe, así como velar por el crecimiento de los arbolitos. Se establece que en la educación no formal, los padres de familia deben educar a los hijos hacia el respeto a los árboles, especialmente para evitar que los pasen macheteando. Caso similar sucede con el fuego, porque atenta contra la riqueza comunal: el bosque. El pinabete, es una especie protegida en algunas comunidades, la sanción se impone desde el Alcalde Comunal hasta el alcalde municipal.
Se protegen los nacimientos de agua, preservando los árboles existentes alrededor y evitando las actividades humanas como: el juego, higiene, y lavado. La protección de los nacimientos de agua llega hasta el plano espiritual, por lo que se tiene normado que ninguna persona debe maldecir el agua de los nacimientos, porque tiene vida como el ser humano. El agua de los nacimientos debe de utilizarse para toda actividad humana pero bien administrada, controlada y protegida.
Se considera de importancia las especies como el laurel y el eucalipto, por las propiedades curativas, especialmente para enfermedades intestinales y del sistema nervioso. Así mismo el catzé, el pinabete, el reyjan, el encino y el pino. En otras comunidades se recomienda no jugar con las semillas de las plantas medicinales, ya que tienen un valor curativo.
Los animales existentes en los bosques no son cazados por los comunitarios.
Las autoridades que velan por el cumplimiento de las normas, en las 10 comunidades son: Principales del Pueblo, Alcaldes Comunales, Guardabosque y el alcalde municipal.

## cuantas personas?
en inglés el número de personas (a la derecha de la página) es diferente: https://en.wikipedia.org/wiki/Mam_people